# Smekmånad

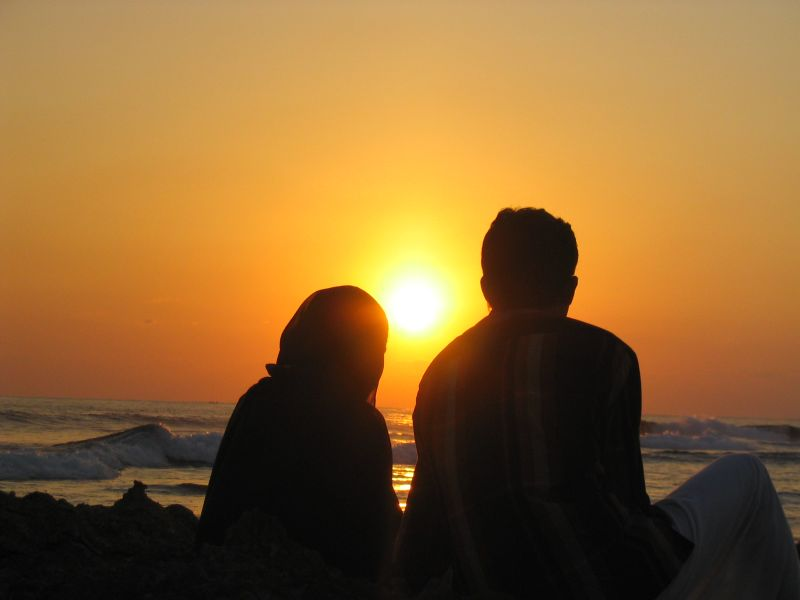
Smekmånad.

Smekmånad kallas brudparets första månad efter bröllopet, och är en del av firandet. Det är då vanligt att paret genomför en semesterresa tillsammans.
På engelska kallas smekmånad för "honeymoon". På danska kallas smekmånad för "hvedebrødsdage" och syftar på att paret ska äta vetebröd istället för rågbröd under perioden.
Uttrycket "smekmånad" (alternativt -dag, -vecka, -år) används även om andra inledande perioder av samförstånd eller harmoni mellan parter.

## Etymologi
Det finns belägg för ordet från 1600-talet. Ursprungligen syftade smekmånad på äktenskapets första månad, en tid som var ägnad åt smek.
En teori till uppkomsten är att kvinnan skulle bli gravid under smekmånaden.